# Turistička agencija
Turistička ili putnička agencija je gospodarski subjekt posredovanja u putovanjima odnosno turizmu koji obavlja poslove posredništva, koordinacije i organizacije na turističkom tržištu. Turistička agencija može se definirati kao subjekt trgovačkog prava čija se temeljna djelatnost sastoji u organiziranju i sklapanju ugovora o prijevozu, ugovora vezanih uz boravak turista u nekom kraju, te pružanju drugih usluga svojim klijentima i sudionicima turističkog prometa.

## Podjela turističkih agencija
Kriteriji za podjelu turističkih agencija:
1. Širina područja koje pokrivaju:
•	Međunarodne – velike gospodarske organizacije s razvijenom mrežom filijala i poslovnica, a u ponudi imaju široku paletu usluga iz vlastitih programa ili drugih agencija.
•	Nacionalne – preko mreže vlastitih filijala organiziraju svoje aktivnosti organizatora i posrednika, kao emitivne i receptivne te emitivno-receptivne.
•	Regionalne – ograničavaju svoje poslovanje na područje jedne regije, županije, općine ili grada. Specijalizirane su za pružanje usluga emitivnim agencijama i turoperatorima na svom području, a pružaju i razne usluge individualnim turistima. Ponekad se javljaju u ulozi organizatora putovanja. 
•	Lokalne – najbrojnije su jer za osnivanje trebaju mala sredstva, a u poslovanju imaju male troškove. Pružaju usluge na svom užem području. Lako se prilagođavaju zahtjevima okoline u kojoj su locirane.
2.	Prema karakteru poslovanja i položaju u posredničkom lancu:
•	Emitivne ili inicijativne – usmjeravaju svoju aktivnost na pokretanje i motiviranje građana svojeg područja na putovanje i boravak u određenu destinaciju. Prodaju vlastite aranžmane i aranžmane drugih agencija i turoperatora na nacionalnom ili međunarodnom turističkom tržištu.
•	Receptivne – aktivnost usmjeravaju na privlačenje turista s emitivnih područja ili država na domicilno turističko tržište te pružaju različite usluge turistima za vrijeme boravka u destinaciji.
•	Mješovite – različiti oblici povezanosti emitivnih i receptivnih agencija oko realizacije aranžmana.
3.	Prema načinu djelovanja tj. pravnom statusu:
•	Samostalne
•	Udružene – udruživanje agencija javlja se s ciljem širenja tržišta, zajedničkog marketinga, podjele i racionalizacije rada i radi veće zarade. Osnova udruživanja mogu biti vlasništvo nad kapitalom te pravo korištenja poslovnog i tehničkog znanja.
•	U sastavu turoperatora
•	U sastavu drugih djelatnosti
Zavisne agencije gube u svojoj aktivnosti samostalnost i fleksibilnost u poslovanju, vezane su za koncepciju i politiku poslovanja matičnih poduzeća u kojima prevladava neki drugi posao npr. kod turoperatora formiranje paket aranžmana, kod prijevoznika prijevoz itd.
4.	Prema organizacijskom ustroju:
•	Pojedinačne – na tržištu posluju preko jednog prodajnog mjesta odnosno jedne poslovnice. Uglavnom su usmjerene na lokalno stanovništvo a ponekad pružaju usluge i turistima.
•	Složene – imaju razvijenu mrežu poslovnica preko kojih obrađuju veliki broj klijenata na širokom nacionalnom i međunarodnom tržištu. Prednosti složenih agencija su: razvijena podjela rada, decentralizacija poslova prodaje i specijalizacija poslovanja agencije.
Razvijena mreža poslovnica turističke agencije omogućuje da se jedna poslovnica javi u ulozi prodavača usluga, a druga izvođača usluga u mjestu privremenog boravka turista. 
5.	Prema predmetu djelovanja: 
•	Grosističke – ili turoperatori koji posluju na veliko
•	Detaljističke – su trgovci na malo koji svoju djelatnost ograničavaju na propagandu i prodaju turističkih usluga iz poslovanja i u organizaciji grosističkih agencija.
•	Grosističko-detaljističke – mješoviti oblik agencija. Djeluje paralelno i kao organizator i kao prodavač turističke usluge. Najprije se u centrali agencije izrađuje program putovanja i organizira putovanje, a poslovnice iste tvrtke ta putovanja prodaju turistima.
6.	Prema vrsti putovanja koja nude:
•	Agencije usmjerene na odmorišna putovanja – nastoje zadovoljiti potrebe svojih korisnika za odmorom i rekreacijom.
•	Agencije usmjerene na ponudu poslovnih putovanja – Poslovne mogućnosti za poslovna putovanja su kongresi, konvencije (znanstvene, industrijske, obiteljske), sastanci i konferencije (radni sastanci koje organizira i promovira privatna korporacija; mogu biti interni, vanjski ili oboje), incentive putovanja (izražena funkcija motiviranja ili priznanja sudionika za njihove zasluge koje su podržale organizacijske ciljeve), individualna poslovna putovanja i sajmovi, sportske pripreme (odlazak sportaša u određeno mjesto radi treninga). Svaki od ovih sektora ima različite motive, zahtjeve i specijalizirane distribucijske kanale. 
7.	Prema Zakonu o turističkoj djelatnosti:
•	Turistička agencija organizator putovanja – organizira turistički paket aranžman i neposredno ga prodaje ili nudi na prodaju putem posrednika.
•	Turistička agencija posrednik – prodaje ili nudi na kupnju paket aranžman koj je sastavio organizator putovanja a može pružiti i neke druge usluge.
Osim ovih usluga turistička agencija može pružiti i usluge iznajmljivanja vozila, letjelica, plovnih objekata, čuvanje i održavanje plovnih objekata itd.

## Nastanak i razvoj turističkih agencija
Prvi začeci u povijesti posredovanja i organiziranja putovanja temeljeni su na organizaciji putnih ureda u Rimskom Carstvu (Cursus Publicus), a kasnije se razvija poštanska prijevozna služba, najprije u Francuskoj, a kasnije u ostatku Europe, od sredine 16. do sredine 19. stoljeća. 
Razvoj organizacija i posredovanja u putovanjima razvijao se zahvaljujući društvenom napretku, a veliku ulogu je imala i masovna izgradnja prometnih putnih pravaca i prijevoznih sredstava. Kao rezultat toga, u Francuskoj se pojavio prvi ured za informiranje i posredovanje tzv. Bureau d'Adresses „Coq d'Or“ (Zlatni pijetao) koji se bavio organiziranjem i iznajmljivanjem kočija, konja ili mazga, obavljanjem rezervacije smještaja na putu i u odredištu i sl. Broj ovakvih ureda, koji su pružali usluge organiziranja i posredovanja, znatno se povećava u 18. stoljeću u Francuskoj, Engleskoj, Italiji i Njemačkoj. Dobili su naziv „enterpreneurs“ što na francuskom jeziku znači poduzetnik.
Najpoznatiji poduzetnik tog vremena zasigurno je bio G.A. Galigani, koji je proširio asortiman uobičajenih usluga i nudio korisne savjete vezane uz putovanje. Za te je poslove posjedovao čitaonicu u Parizu, koja je sadržavala informacije koje su bile nužne za putovanja, kao npr.: putopisi, vodiči, bilteni, vozni redovi i drugo. Galigani je također pokrenuo i svoj časopis „Galignanis Masenger“ i dnevni bilten pod nazivom „Stranger's Diary“ u kojima su se nalazile različite informacije – od voznih redova, imena hotela ili prenoćišta, graničnih formalnosti i sl.
Zahvaljujući migracijama Europljana u prekomorsku Ameriku ubrzao se razvoj posredničkih ureda, iz razloga da što veći broj emigranata organizira svoje putovanje, imajući pritom mogućnosti za pribavljanje putnih isprava i prijevoznih karata, te su u te svrhe osnivani posebni putnički uredi tzv. „Reisebüroi“ (putničke agencije).
U Engleskoj se 1822. godine pojavio prvi „specijalizirani“ posrednik putovanja. Riječ je o Robertu Smartu, za kojeg se smatra da je postao prvi agent za putovanja parobrodom, koji je organizirao putovanja u različite luke bristolskog kanala i u glavnom gradu Irske, Dublinu.
Svi ti oblici organizacije putovanja bili su odraz društveno-ekonomskog i tehnološkog stupnja razvitka i napretka toga razdoblja. Turizam se javlja kao najnoviji društveno-ekonomski fenomen koji će se sve više i više razvijati na osnovama kreativnosti novih poslovnih ljudi i poduzetnika.
Razvojem kapitalizma vrlo brzo je rastao i broj bogatih, ali i sve veći i brojniji kapaciteti, odnosno mjesta koja pružaju mogućnosti različitog vida zabave. Na taj se način razvio tip engleskog putnika dokoličara. Taj tip putnika služio je kao uzor društvenog ponašanja cjelokupnoj europskoj buržoazijskoj klasi.
5. srpnja 1841. godine Thomas Cook, otac organiziranog putovanja, organizirao je godišnji kongres saveza društva antialkoholičara te je ugovorio sa željezničkom kompanijom „Midland“ da za sudionike kongresa rezervira čitav vlak uz povlaštenu cijenu karata, te da u cijenu bude uključeno serviranje popodnevnog čaja u skladu s engleskom tradicijom. Kongresu je prisustvovalo 570 ljudi. To se putovanje smatra prvim organiziranim putovanjem s unaprijed pripremljenim programom i kalkulacijom putovanja. 
Thomas Cook dao je veliki doprinos razvoju turizma time što je putovanje kao staru pojavu pretvorio u novi turistički proizvod. Na putovanju se nudi paket usluga na jednom mjestu čime je putovanje dobilo upotrebnu vrijednost. Stvorio je nove kupce i novo tržište te posredničko-poduzetničku organizaciju kao prethodnicu suvremenih organizacija u turizmu.
1845. godine prva turistička agencija koju je osnovao Thomas Cook, a zvala se Travel Agency „Cook“, kasnije je preimenovana u „Thomas Cook and Son“. Bio je izrazito sposoban organizator, što dokazuje činjenica da mu željeznička poduzeća u ono vrijeme nisu mogla osigurati dovoljan broj vagona koliko je sam Cook zahtijevao da bi mogao realizirati svoj posao. Poslovanje njegove agencije je izrazito brzo i sve više napredovalo. Godine 1851. za vrijeme svjetske izložbe u Londonu, Cookova je agencija uspjela dovesti nevjerojatnih 165 000 posjetitelja iz Midlanda i Yorkshirea.
Mreža Cookovih putničkih agencija i poslova ubrzano se širila gotovo cijelim svijetom i rezultat toga je bio preko 1 700 otvorenih radnih mjesta. Kompanija na početku 20. stoljeća uvodi i organizira novi oblik putovanja oko svijeta brodovima. Pojavom zrakoplova prva je organizirala specijalni let 1927. Godine iz New Yorka u Chicago, gdje se održavao boksački meč za titulu svjetskog prvaka. 1977. ova kompanija je zapošljavala oko 10 000 radnika u 672 ureda i imala je raspoređenih 171 predstavništava u 137 zemalja diljem svijeta.
Nakon Thomasa Cooka, odnosno nakon njegovog sve uspješnijeg poslovanja, započela je ekspanzija i drugih poduzetnika glede osnivanja putničkih agencija. Njegov primjer ih je nagnuo da se i ostali poduzetnici diljem svijeta okušaju u ovakvom poslovanju. Rezultat toga je masovno osnivanje putničkih agencija po zemljama.

## Nastanak i razvoj turističkih agencija u Europi i svijetu

### Velika Britanija
U Engleskoj se javlja mnoštvo agencija, a najjača konkurencija Cookovoj agenciji bila je agencija „Dean and Dawson“. Krajem 19. stoljeća počinju se osnivati i druge agencije, kao što su „John Frame“ i „Sir Henry Lunn“. Godine 1872. osnovano je putničko udruženje „The Polytechnic Tour“, iz kojeg se kasnije razvila nova putnička agencija „Polykechere Tours“, poznata po izrazitoj poslovnoj brizi za zadovoljstvo putnika. U Londonu je 1881. osnovana agencija „Frames Tours“ Ltd, koja je bila u vlasništvu mnogobrojnih hotela. Danas vodeće turističke kompanije u Velikoj Britaniji su: „Thomson Holidays“, „Global“, „Blue Sky“, „Cosmos“, „Cook and Son“, „British Airways“ i dr.

### Francuska
Prva turistička agencija u Francuskoj datira iz 1873. godine sa sjedištem u Lyonu pod nazivom „Agence Lubin“. Prva osnovana agencija u Parizu bila je „Grand Woyages Georges les Bourgeois“, a osnovana je tek 1898. godine. Velike agencije koje su kasnije nastale i počele djelovati u turističke svrhe su: „Havas Tourisme“, „Wagono-lts“, „Bureaux de Tourisme SNCF“ i dr.

### Njemačka
Prva putnička agencija u Njemačkoj nastala je 1868. godine, a osnovao ju je Karl Stengen. Do kraja 19. stoljeća osnovano je mnoštvo agencija, a najpoznatije su bile „Amtliches Bayerches Reisebüro“ te „Norddeutscher Lloyd“. Njemačka sedamdesetih godina postaje vodeća emitivna europska zemlja, što je rezultat osnivanja brojnih turističkih agencija tako da ih krajem 20. stoljeća ima više od tisuću.

### Italija
U Italiji se prva putnička agencija javlja 1887. godine na inicijativu Massimiliana Chiaria koji je bio vlasnik tvrtke „Pianna Parucca“. Početkom 20. stoljeća Chiari i G. Sommariva izvršili su proces spajanja svojih agencija u najveću i najpoznatiju u Italiji koja je djelovala pod imenom „Chiari – Sommariva“. Kasnije su se u velikom broju razvile i druge agencije kaš što su: „Compagnia Italiana per il Turismo“ (CIT), „Pier Busseti“, „STES“ i dr.

### Austrija
Turistički vrlo poznata Austrija je relativno kasno dobila svoju prvu turističku agenciju. Prva agencija se zvala „Österreichisches Verkehrsburö“ (OUB), sa sjedištem u glavnom gradu Beču, a osnovana je tek krajem 1917. godine. Te je iste godine osnovana još jedna putnička agencija pod nazivom „Tiroler Landesreiseburö“, a osnivač joj je bio Henrich Rohn.

### Skandinavske zemlje
U skandinavskim zemljama prvu putničku agenciju nije osnovao njihov državljanin, već je to učinio englez Thomas Bennet 1850. godine. Prva agencija u Švedskoj bila je „Nyman und Schultz“, osnovana 1861. godine u glavnom gradu Stockholmu. Najstarija osnovana putnička agencija u Finskoj je „Finland Reisbureau“ osnovana 1897. „Dansk Rejsebureau“ osnovana je 1901. i to je prva danska putnička agencija, a poznata je po tome što je već nakon godinu dana uspješno organizirala 36-dnevno putovanje u Egipat. Agencijsko poslovanje u Nizozemskoj razvilo se zahvaljujući vodećim špediterskim poduzećima „Lissone Lindermann“ u Haagu 1876. i „Hoyman and Schuurman“ u Amsterdamu 1811. godine. 

### SAD
Za nastanak i razvoj putničkih agencija u SAD-u najzaslužnija je kompanija „American Express Company“ (AMEXCO). Ogromna potražnja za putničkim uslugama te izrazito veliki interes za zaradom potaknuli su vlasnike AMEXCO-a da 1909. u Londonu osnuju prvu putničku agenciju, a 1915. istu i u svojoj zemlji – Americi. Danas je ona od globalnog značenja jer predstavlja lanac turističkih agencija rasprostranjenih po cijelom svijetu, a samo u Europi zapošljava preko 7 000 ljudi u više od 190 poslovnica.

### Južna Amerika
Prva agencija u Južnoj Americi osnovana je u Rio de Janeiru pod imenom „Casa Banca Ria Behar“ 1928. godine. Sljedeća agencija „Entidad de Kajes Educaticas Sociales“, koja otvara svoje filijalne poslovnice u većim južnoameričkim aglomeracijama odnosno gradovima, osnovana je u Buenos Airesu.

### Azija
Europske i američke trendove u razvijanju putničkih agencija pratile su i azijske zemlje. Na azijskom kontinentu prva agencija se pojavljuje 1900. godine u Bombayu, a djelovala je pod nazivom „Jenna and Co“. Na inicijativu japanskih državnih željeznica 1912. godine u Japanu je osnovana prva putnička agencija. Po uzoru na SAD, i u Japanu su postojali putnički biroi, a jedan od njih je „Welcome Society“, koji je osnovan 1893. godine.